# UTC+02:00
| Južni poletni/severni standardni čas Morska območja | Severni poletni/južni standardni čas Standardni čas vse leto |

UTC+02:00 je identifikator za časovni zamik od UTC (univerzalnega časa) za +02. Ta čas se uporablja:

## Kot standardni čas (vse leto)

### Čas v osrednji Afriki
- Bocvana
- Burundi
- Demokratična republika Kongo (vzhodna polovica) 
  - Kasai-Occidental, Kasai-Oriental, Katanga, Maniema, Severni Kivu, Orientale Province, Južni Kivu
- Egipt
- Esvatini
- Južna Afrika (SAST - South Africa Standard Time)
- Lesoto
- Libija
- Malavi
- Mozambik
- Namibija
- Ruanda
- Zambija
- Zimbabve

## Kot standardni čas (samo pozimi na severni polobli)

### Vzhodnoevropski čas - Dežele, ki se drže pravil Evropske unije za poletni čas
- Bolgarija
- Ciper
- Estonija
- Finska (vključno s Åland)
- Grčija
- Latvija
- Litva
- Moldavija
- Romunija
- Ukrajina

### Dežele, ki se drže drugih pravil za poletni čas
- Libanon
- Izrael
- Palestinska ozemlja

## Kot poletni čas (samo poleti na severni polobli)

### Srednjeevropski poletni čas
- Albanija
- Andora
- Avstrija
- Belgija
- Bosna in Hercegovina
- Hrvaška
- Češka
- Danska
- Francija
- Nemčija
- Gibraltar (UK)
- Madžarska
- Italija
- Lihtenštajn
- Luksemburg
- Severna Makedonija
- Malta
- Monako
- Črna gora
- Nizozemska
- Norveška, vključno z: 
  - Svalbard in Jan Mayen
- Poljska
- San Marino
- Srbija
- Slovaška
- Slovenija
- Španija (razen Kanarskih otokov)
- Švedska
- Švica
- Vatikan